# Turbanella ambronensis
Turbanella ambronensis är en djurart som tillhör fylumet bukhårsdjur, och som beskrevs av Adolf Remane 1943. Turbanella ambronensis ingår i släktet Turbanella och familjen Turbanellidae. Inga underarter finns listade i Catalogue of Life.